# Películas de Resident Evil

Resident Evil es una serie de películas de acción y terror basada en la franquicia de videojuegos japonesa de Capcom.
El estudio alemán Constantin Film compró los derechos para adaptar la serie a acción real en enero de 1997. En 2000, Paul W. S. Anderson fue anunciado como escritor y director de Resident Evil: El Huésped Maldito (2002). Anderson continuó como guionista y productor de Resident Evil 2: Apocalipsis (2004) y Resident Evil 3: la Extinción (2007), y regresó como director de Resident Evil 4: La Resurrección (2010), Resident Evil 5: La Venganza (2012) y Resident Evil: El Capítulo Final (2016). Estas primeras seis películas siguen a Alice (Milla Jovovich), un personaje creado específicamente para las películas. Alice es una ex especialista en seguridad y agente encubierta que lucha contra la Corporación Umbrella, cuyas armas biológicas han desencadenado un apocalipsis zombi. Aparecen personajes de los juegos, como Claire Redfield, Jill Valentine, Ada Wong, Carlos Oliveira, Chris Redfield, Leon S. Kennedy, Barry Burton y los antagonistas Albert Wesker y James Marcus. En 2021, se estrenó una película de reinicio, Resident Evil: Welcome to Raccoon City.
Aunque las películas han recibido críticas generalmente negativas, la saga Resident Evil ha recaudado más de mil doscientos millones de dólares. En su momento, fue la saga de películas basada en un videojuego más taquillera, la saga de películas de terror más taquillera y la saga de películas de zombis más taquillera. La serie conserva el récord de más adaptaciones cinematográficas de acción real de un videojuego.

## Producción
En enero de 1997, Constantine film adquirió los derechos de la franquicia, Resident Evil con Alan B. McElroy a la cabeza de los guionistas.[cita requerida] Ya en el 2001, Columbia TriStar adquirió finalmente la exclusividad de distribución para la película en Norteamérica adjudicándole un presupuesto de 40 millones de dólares.
George A. Romero fue contratado por Sony y Capcom para dirigir y escribir Resident Evil. Sin embargo, su guion fue rechazado posteriormente y no se incluyó al director en la película final. El productor Yoshiki Okamoto explicó a los editores de Electronic Gaming Montlhy que «el guion de Romero no era bueno, así que Romero fue despedido».
Contratado por Sony, Paul W. S. Anderson —Mortal Kombat— escribió un guion que finalmente fue escogido en detrimento del guion de Romero. A finales del 2000, la compañía anunció que Anderson dirigiría y escribiría el guion de Resident Evil, haciendo así que la película volviera a estar en fase de preproducción. Anderson afirmó que la película no contendría relación alguna con la serie de videojuegos ya que «éstas son muy comunes y “Resident Evil” [···] merecía una buena representación» en la pantalla grande. La película empezó a rodarse el 5 de marzo en Berlín teniendo como actores a Michelle Rodríguez, James Purefoy, Eric Mabius y Milla Jovovich. Esta interpretó a Alice como protagonista de esta primera película y las cinco siguientes.
Después del éxito de la primera película, una segunda llamada Resident Evil: apocalipsis comenzó a estar en fase de producción en el 2003 con vistas a su estreno en el 2004. Debido a la película Alien vs. Predator en la que Anderson apareció como director la participación del realizador no estuvo confirmada. Finalmente se escogió como realizador a Alexander Witt —siendo su debut como director, aunque había aparecido como director de fotografía en varias películas xXx, El caso Bourne. Como en la película anterior, Constantine financió esta entrega.

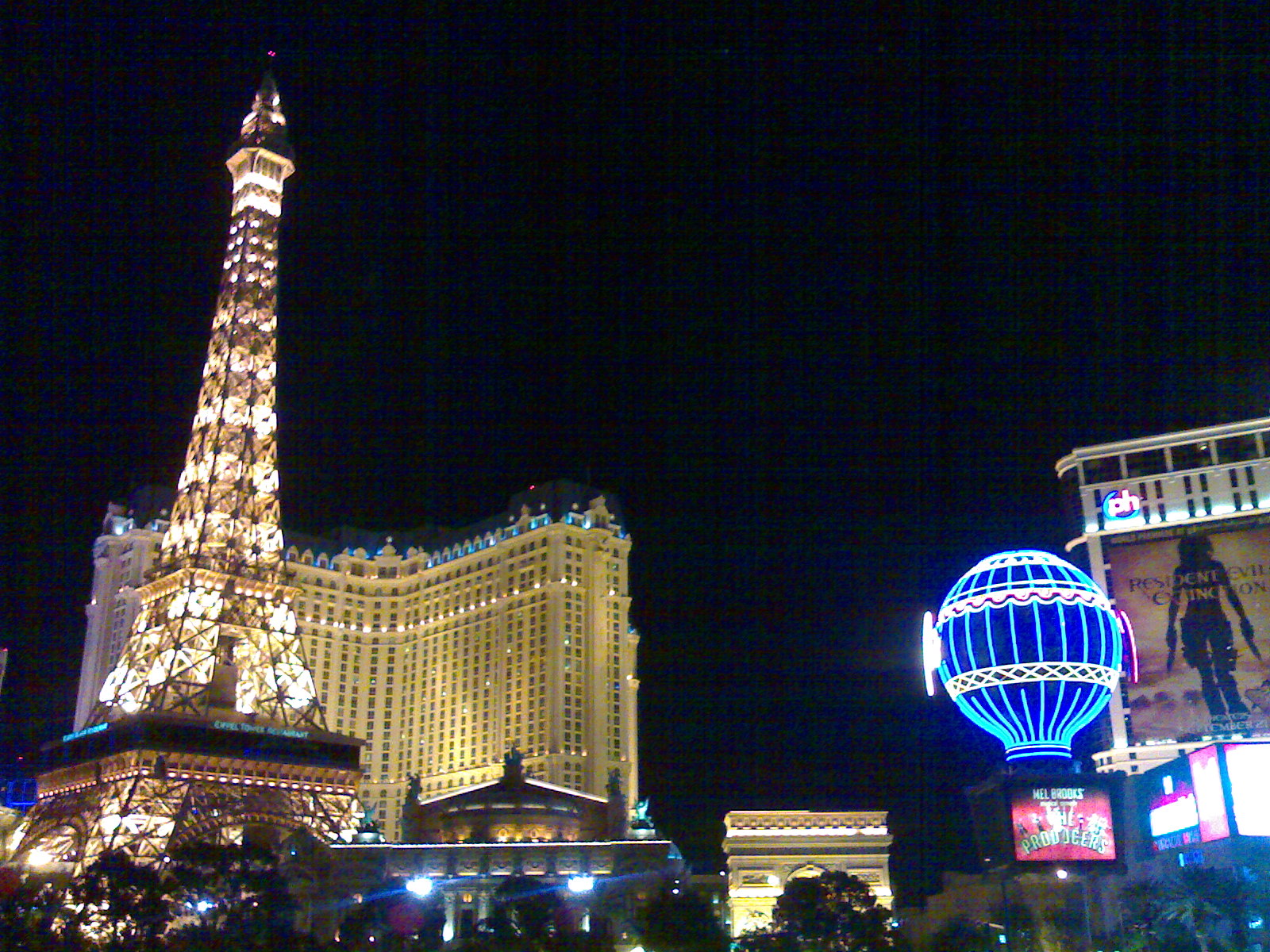
Cartel publicitario en Las Vegas

En noviembre de 2005 se conoció que Screen Gems había adquirido los derechos para la tercera parte de la franquicia de películas. La tercera parte llevaría por nombre Resident Evil: Extinction. Se anunció también que Anderson volvería como escritor. La grabación se llevó a cabo en México y fue estrenada el 21 de septiembre de 2007.
Antes de estrenar la tercera entrega, Constantin ya preparaba una cuarta película de la saga. Esta sería el inicio de una nueva trilogía, de acuerdo a lo planeado por Anderson antes de iniciar su filmación. En principio ambientado en Japón, la película fue confirmada para su estreno en cines a finales del 2010. Resident Evil: Afterlife se filmó en 3D con el sistema desarrollado por James Cameron y Vince Pace para la película Avatar de 2009. La película obtuvo un presupuesto de 60 millones de dólares, récord en la franquicia Resident evil hasta esa fecha.
Se estrenó en los cines una quinta película llamada Resident Evil: Retribution el 14 de septiembre de 2012. La grabación fue en Toronto, Canadá, desde mediados de octubre al 23 de diciembre de 2011, convirtiéndola en la tercera entrega en ser filmada en Toronto. Paul S.W. Anderson volvió como director y guionista, Glen McPherson contribuyó como director de fotografía y Kevin Phipps como productor de diseño.
Tanto Jovovich como Guillory —Jill Valentine— fueron confirmadas para retomar los papeles anteriores. Boris Kodjoe volvió como Luther. Colin Salmon quien interpretó a Uno y Michelle Rodriguez que interpretó a Rain Ocampo en la primera película, volvieron a retomar los papeles. Ode Fehr quien ya interpretara a Carlos Oliveira en la segunda y tercera parte de la saga, volvió a retomar el papel en esta última entrega hasta esa fecha. Se tomaron tres nuevos personajes del videojuego para aparecer en la película: Johann Urb interpretó a Leon S. Kennedy, Kevin Durand como Barry Burton y Li Bingbing como Ada Wong.
Originalmente, Anderson planeó gabar a la vez Retribution y una sexta entrega, aunque finalmente decidió centrarse únicamente en la quinta parte de la serie de películas. En la misma entrevista, Anderson dijo que si Retribution llegaba a venderse bien económicamente hablando entonces se haría una sexta entrega que cerraría el ciclo de películas en esa última parte. Rory Bruer dijo a Variety que Sony confirmó que se estrenaría una sexta entrega, con Milla Jovovich en el papel principal. El 4 de marzo se anunció que la sexta entrega se estrenaría posiblemente el 12 de septiembre de 2014. El 13 de marzo de 2013 se confirmó que Anderson sería el director de la película.
En una entervista con Forbes el productor Samuel Harida dijo que una sexta y séptima Resident Evil estarían planeadas y además un posible reinicio. «Habría una más, otra, y estoy seguro de que empezará desde el principio» dijo Harida. «Spider-Man lo hizo. ¿Por qué no Resident Evil? Puedes volver a la idea original, el comienzo de todo. Puedes sacar personajes. Puedes hacer que evolucionen. Puedes vivir en ese mundo muy fácilmente. Sabes, los personajes están muertos y aún están aquí».

## Películas
| Película                               | Año de estreno | Director            |
| -------------------------------------- | -------------- | ------------------- |
| Resident Evil                          | 2002           | Paul W. S. Anderson |
| Resident Evil: apocalipsis             | 2004           | Alexander Witt      |
| Resident Evil: Extinction              | 2007           | Russell Mulcahy     |
| Resident Evil: Afterlife               | 2010           | Paul W. S. Anderson |
| Resident Evil: Retribution             | 2012           | Paul W. S. Anderson |
| Resident Evil: The Final Chapter       | 2017           | Paul W. S. Anderson |
| Resident Evil: Welcome to Raccoon City | 2021           | Johannes Roberts    |

### Resident Evil(2002)
El Virus T, que convierte a las personas en zombis, se ha desatado en un centro de investigación llamado la colmena. La Corporación Umbrella lo desconoce, así que envía a un equipo para saber por qué la Reina Roja —el ordenador que controla todo el centro de investigación de la colmena— asesinó a todos dentro. Cuando llegan los guardias de la Colmena, encuentran solo a Alice dentro de una mansión, ella está en estado de amnesia temporal. Juntos se adentran en la Colmena para saber qué ha pasado debiendo enfrentarse a los cadáveres reanimados y las bioarmas que allí se desarrollaban. Lamentablemente su equipo no logra sobrevivir a exclusión de Alice y su nuevo amigo Matt que ha sido infectado. Cuando regresan a la mansión para escapar de todo esto, Alice y Matt son capturados por los asociados de Umbrella. Allí Matt comienza a mutar y a Alice le es inyectado el Virus T que sorprendentemente logra adaptarse a su ADN otorgándole poderes y fuerza superior.

### Resident Evil 2: Apocalipsis(2004)
Tras escapar del laboratorio de Umbrella donde fue usada como objeto de experimentación Alice (Milla Jovovich) descubre que, a pesar de todos sus esfuerzos, los zombis han conseguido salir del centro de investigación —la Colmena— y han llegado a Raccoon City. Ahora, conoce a un grupo de supervivientes (Carlos Oliveira y Jill Valentine) e intentará evitar lo inevitable: el Apocalipsis en una lucha contrarreloj por poder escapar de la ciudad y sobrevivir a las hordas de zombis, perseguidos por la BOW, Némesis que ha sido programado para acabar con todos los S.T.A.R.S. y con Alice.

### Resident Evil 3: La Extinción(2007)
A pesar de la intervención de la corporación Umbrella en la epidemia de Racoon City, el virus T logró sobrevivir y se expandió hacia el resto del mundo, diezmando a la población y al planeta. Ahora, Alice y un grupo de supervivientes —entre ellos Carlos Oliveira y Claire Redfield— intentan viajar a través del desierto Mojave hasta Alaska, donde se dice que la pandemia aún no ha llegado, en un afán de escapar del apocalipsis zombi. Pero la Corporación Umbrella sigue estando interesada en Alice y en los secretos latentes en su sangre.

### Resident Evil 4: La Resurrección(2010)
Tras conseguir transportar a los supervivientes a Alaska y acabar con el mutado Dr. Sam Isaacs, Alice se embarca en una venganza personal contra la sede de la Corporación Umbrella en la que queda privada de sus poderes y ha regresado a ser un humano ordinario. Tras esto, busca y rescata en Los Ángeles a los supervivientes restantes de la pandemia del Virus-T, quienes se unen en contra de Albert Wesker, el presidente de la Corporación Umbrella y así poder rescatar al resto de supervivientes. Encerrados en una cárcel en Los Ángeles y perseguidos por zombis y por Axeman, Alice, Chris Redfield, Claire Redfield y el resto tratarán de sobrevivir.

### Resident Evil 5: La Venganza(2012)
La última y única esperanza de la raza humana, Alice, despierta en el corazón de una de las instalaciones más clandestinas de la Corporación Umbrella y descubre más cosas de su misterioso pasado conforme ahonda en el complejo. Alice tras haber descubierto que su ex amado fue el culpable del estallido del virus hace lo imposible por sobrevivir, una caza que la llevará de Tokio a Nueva York, y a los suburbios de Raccoon City y Moscú, culminando su viaje en una alucinante revelación que le obligará a reconsiderar todo lo que hasta ahora pensaba que era cierto. Alice, interpreta varios modelos básicos como ama de casa, soldado para Umbrella y ejecutiva.

### Resident Evil 6: El Capítulo Final(2016)
La batalla por Washington D.C anunciada al final del film anterior, para la que Alice y sus camaradas se reunieron, fue una rotunda derrota orquestada por Wesker quien realmente buscaba acabar en un solo lugar con todos los potenciales oponentes de Umbrella.

### Resident Evil: Bienvenidos a Raccoon City(2021)
Welcome To Raccoon City es el reinicio de la historia, volviendo al año 1998, haciéndolo más fiel a los videojuegos. En un flashback, Claire y Chris Redfield son dos hermanos huérfanos que viven en el orfanato de Raccoon City. Claire conoce y se hace amiga de Lisa Trevor, una chica desfigurada con la que se ha experimentado. El Dr. William Birkin, un empleado de Umbrella Corporation, supervisa el orfanato y utiliza a los niños para su propia investigación. Más tarde, Birkin lleva a Claire para experimentar con ella, pero logra escapar. En 1998, Claire regresa a Raccoon City, haciendo autostop en un camión semirremolque. Mientras está distraído, el conductor del camión atropella a una mujer que camina por la carretera. Cuando Claire y el conductor investigan, la mujer desaparece, dejando solo un charco de sangre. El Dobermann del conductor del camión lame la sangre y, con el tiempo, comienza a emitir espuma en la boca y su comportamiento se vuelve errático. Mientras tanto, Leon S. Kennedy, un policía novato, se despierta en su primer día con el Departamento de Policía de Raccoon City. Va al restaurante del pueblo donde se queda dormido en el mostrador. Jill Valentine y Albert Wesker, que también están en el restaurante, despiertan a Leon cuando se van. Leon nota que a la dueña del restaurante le salen sangre de los ojos cuando un cuervo deformado choca contra la ventana.

## Reparto
| Personaje                    | Película             | Película                          | Película                         | Película                        | Película                          | Película                                |
| Personaje                    | Resident Evil (2002) | Resident Evil: apocalipsis (2004) | Resident Evil: Extinction (2007) | Resident Evil: Afterlife (2010) | Resident Evil: Retribution (2013) | Resident Evil: The Final Chapter (2017) |
| ---------------------------- | -------------------- | --------------------------------- | -------------------------------- | ------------------------------- | --------------------------------- | --------------------------------------- |
| Alice Abernathy              | Milla Jovovich       | Milla Jovovich                    | Milla Jovovich                   | Milla Jovovich                  | Milla Jovovich                    | Milla Jovovich                          |
| Claire Redfield              |                      |                                   | Ali Larter                       | Ali Larter                      |                                   | Ali Larter                              |
| Dr. Sam Isaacs               |                      | Iain Glen                         | Iain Glen                        |                                 |                                   | Iain Glen                               |
| Albert Wesker                |                      |                                   | Jason O'Mara                     | Shawn Roberts                   | Shawn Roberts                     | Shawn Roberts                           |
| La Reina Roja                | Michaela Dicker      |                                   |                                  |                                 | Megan Charpentier                 | Ever Anderson Jovovich                  |
| Rain Ocampo                  | Michelle Rodriguez   |                                   |                                  |                                 | Michelle Rodriguez                |                                         |
| Mattew Addison/Némesis       | Eric Mabius          | Matthew G. Taylor                 |                                  |                                 |                                   |                                         |
| James «One» Shade            | Colin Salmon         |                                   |                                  |                                 | Colin Salmon                      |                                         |
| Spence Parks                 | James Purefoy        |                                   |                                  |                                 |                                   |                                         |
| Chad Kaplan                  | Martin Crewes        |                                   |                                  |                                 |                                   |                                         |
| JD Salinas                   | Pasquale Aleardi     |                                   |                                  |                                 |                                   |                                         |
| Dra. Lisa Addison            | Heike Makatsch       |                                   |                                  |                                 |                                   |                                         |
| Carlos Oliveira              |                      | Oded Fehr                         | Oded Fehr                        |                                 | Oded Fehr                         | Oded Fehr (cameo)                       |
| Jill Valentine               |                      | Sienna Guillory                   |                                  | Sienna Guillory (cameo)         | Sienna Guillory                   | Sienna Guillory (cameo)                 |
| Lloyd Jefferson (L.J.) Wayne |                      | Mike Epps                         | Mike Epps                        |                                 |                                   |                                         |
| Dr. Charles Ashford          |                      | Jared Harris                      |                                  |                                 |                                   |                                         |
| Angela (Angie) Ashford       |                      | Sophie Vavasseur                  |                                  |                                 |                                   |                                         |
| Terri Morales                |                      | Sandrine Holt                     |                                  |                                 |                                   |                                         |
| Peyton Wells                 |                      | Razaaq Adoti                      |                                  |                                 |                                   |                                         |
| Nicholai Ginovaeff           |                      | Zack Ward                         |                                  |                                 |                                   |                                         |
| Timothy Cain                 |                      | Thomas Kretschmann                |                                  |                                 |                                   |                                         |
| K-mart                       |                      |                                   | Spencer Locke                    | Spencer Locke                   |                                   |                                         |
| La Reina Blanca              |                      |                                   | Madeline Carroll                 |                                 |                                   |                                         |
| Slater                       |                      |                                   | Matthew Marsden                  |                                 |                                   |                                         |
| Mikey                        |                      |                                   | Christopher Egan                 |                                 |                                   |                                         |
| Chase                        |                      |                                   | Linden Ashby                     |                                 |                                   |                                         |
| Enfermera Betty              |                      |                                   | Ashanti (cantante)               |                                 |                                   |                                         |
| Otto                         |                      |                                   | Joe Hursley                      |                                 |                                   |                                         |
| Luther West                  |                      |                                   |                                  | Boris Kodjoe                    | Boris Kodjoe                      |                                         |
| Chris Redfield               |                      |                                   |                                  | Wentworth Miller                |                                   |                                         |
| Bennett Sinclar              |                      |                                   |                                  | Kim Coates                      |                                   |                                         |
| Angel Ortiz                  |                      |                                   |                                  | Sergio Peris-Mencheta           |                                   |                                         |
| Crystal Waters               |                      |                                   |                                  | Kacey Barnfield                 |                                   |                                         |
| Kim Young                    |                      |                                   |                                  | Norman Yeung                    |                                   |                                         |
| Wendell                      |                      |                                   |                                  | Fulvio Cecere                   |                                   |                                         |
| Mujer infectada              |                      |                                   |                                  | Mika Nakashima                  | Mika Nakashima                    |                                         |
| Leon S. Kennedy              |                      |                                   |                                  |                                 | Johann Urb                        |                                         |
| Ada Wong                     |                      |                                   |                                  |                                 | Li Bingbing                       |                                         |
| Barry Burton                 |                      |                                   |                                  |                                 | Kevin Durand                      |                                         |
| Becky                        |                      |                                   |                                  |                                 | Aryana Engineer                   |                                         |
| Sergei                       |                      |                                   |                                  |                                 | Robin Kasyanov                    |                                         |
| Tony                         |                      |                                   |                                  |                                 | Ofilio Portillo                   |                                         |

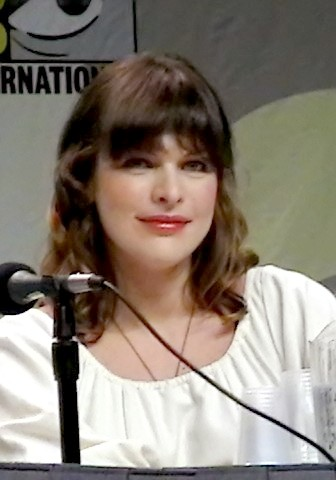
Milla Jovovich (Alice)
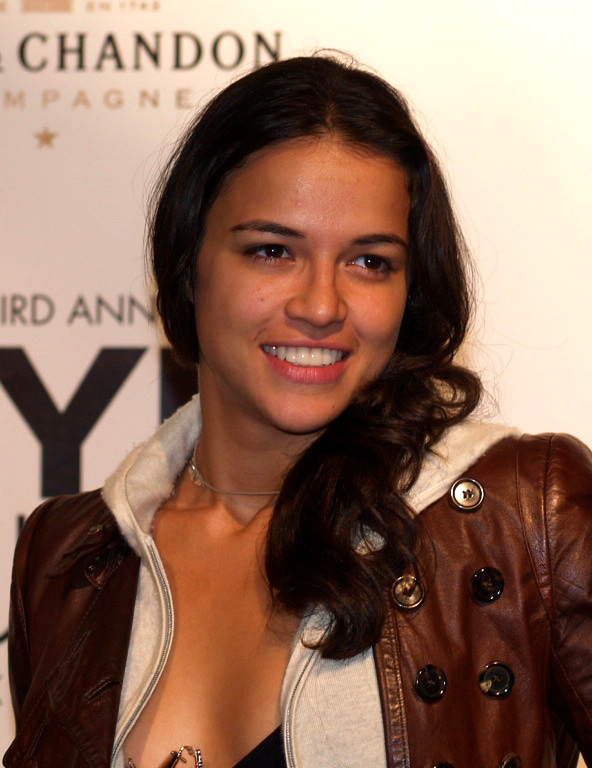
Michelle Rodriguez (Rain Ocampo)
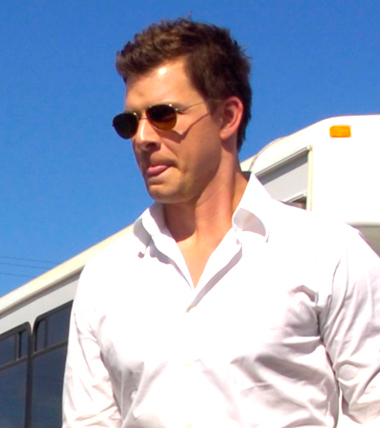
Eric Mabius (Matthew Addison, Nemesis)
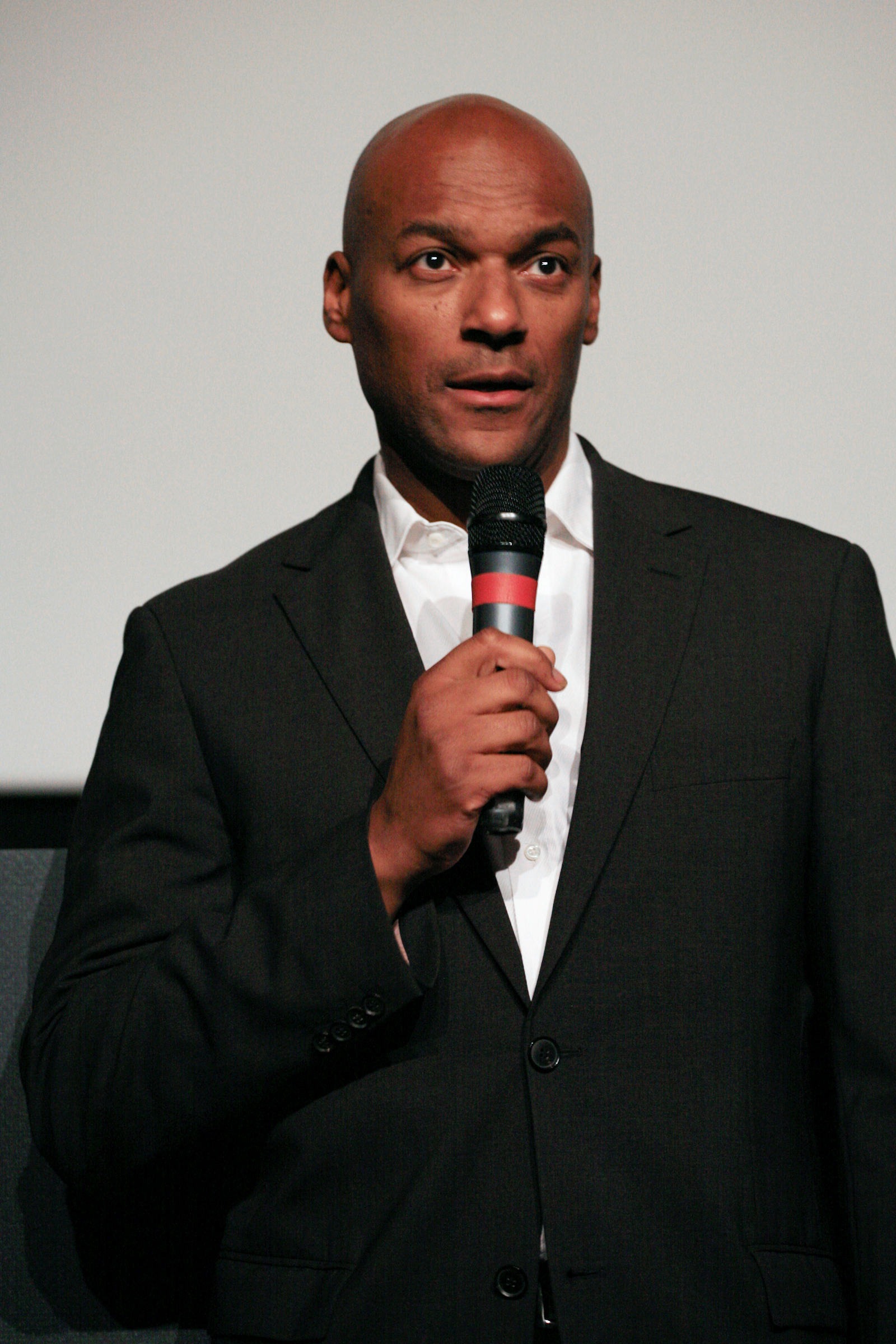
Colin Salmon (James Shade One)
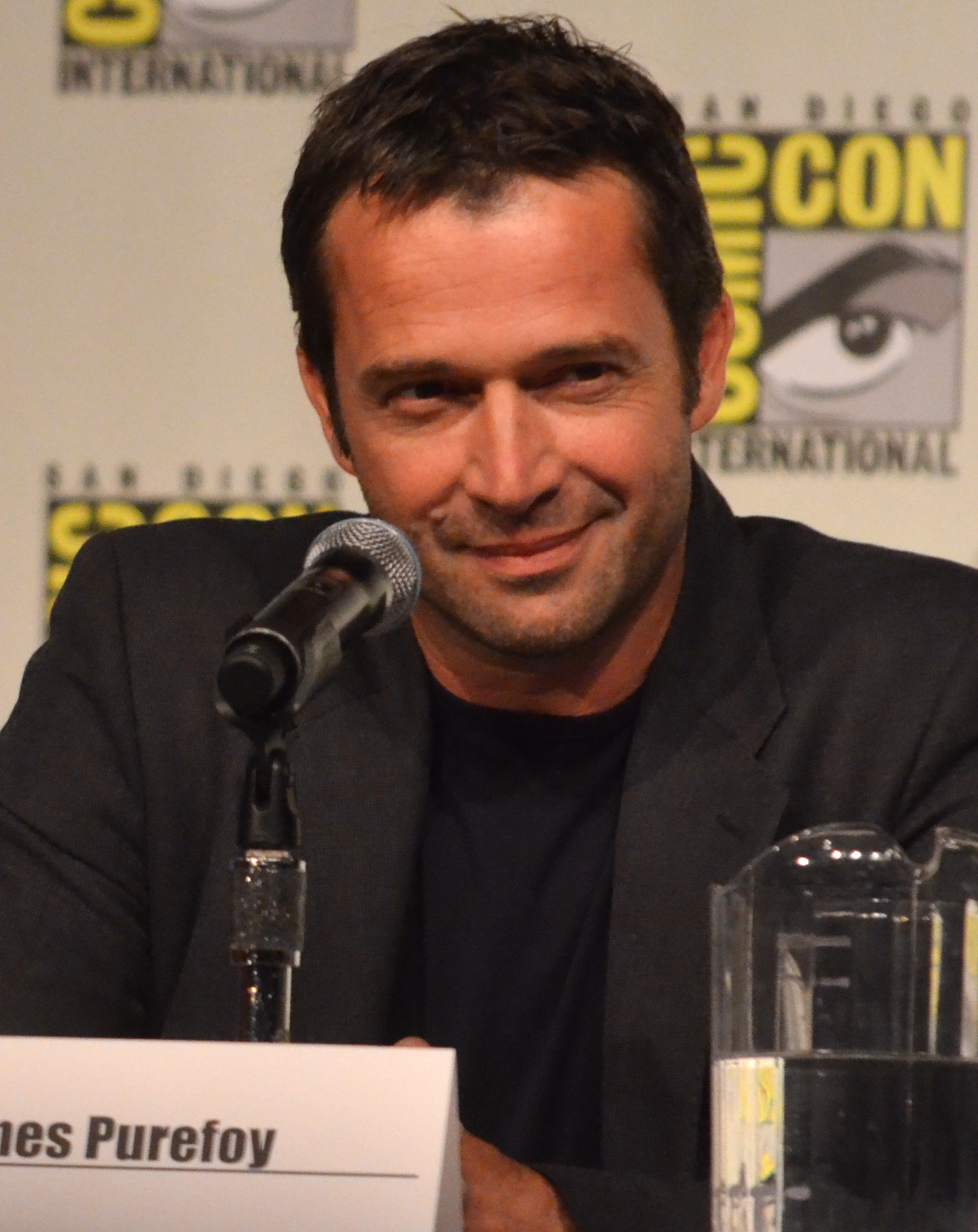
James Purefoy (Spence Parks)
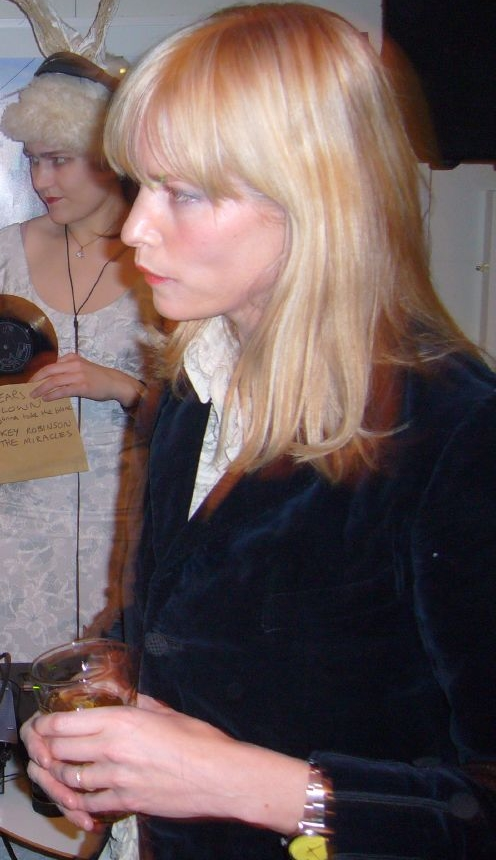
Sienna Guillory (Jill Valentine)
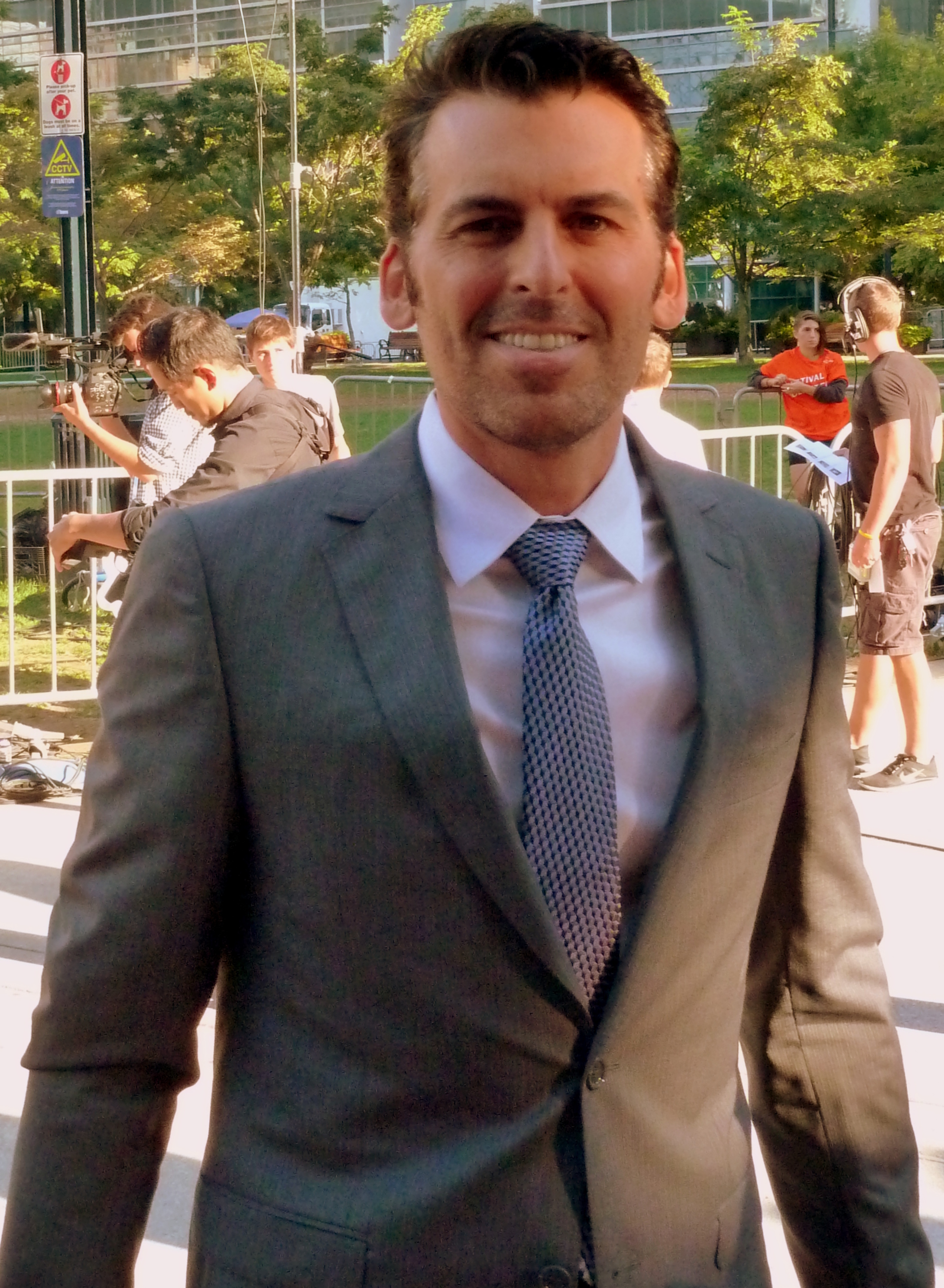
Oded Fehr (Carlos Oliveira)
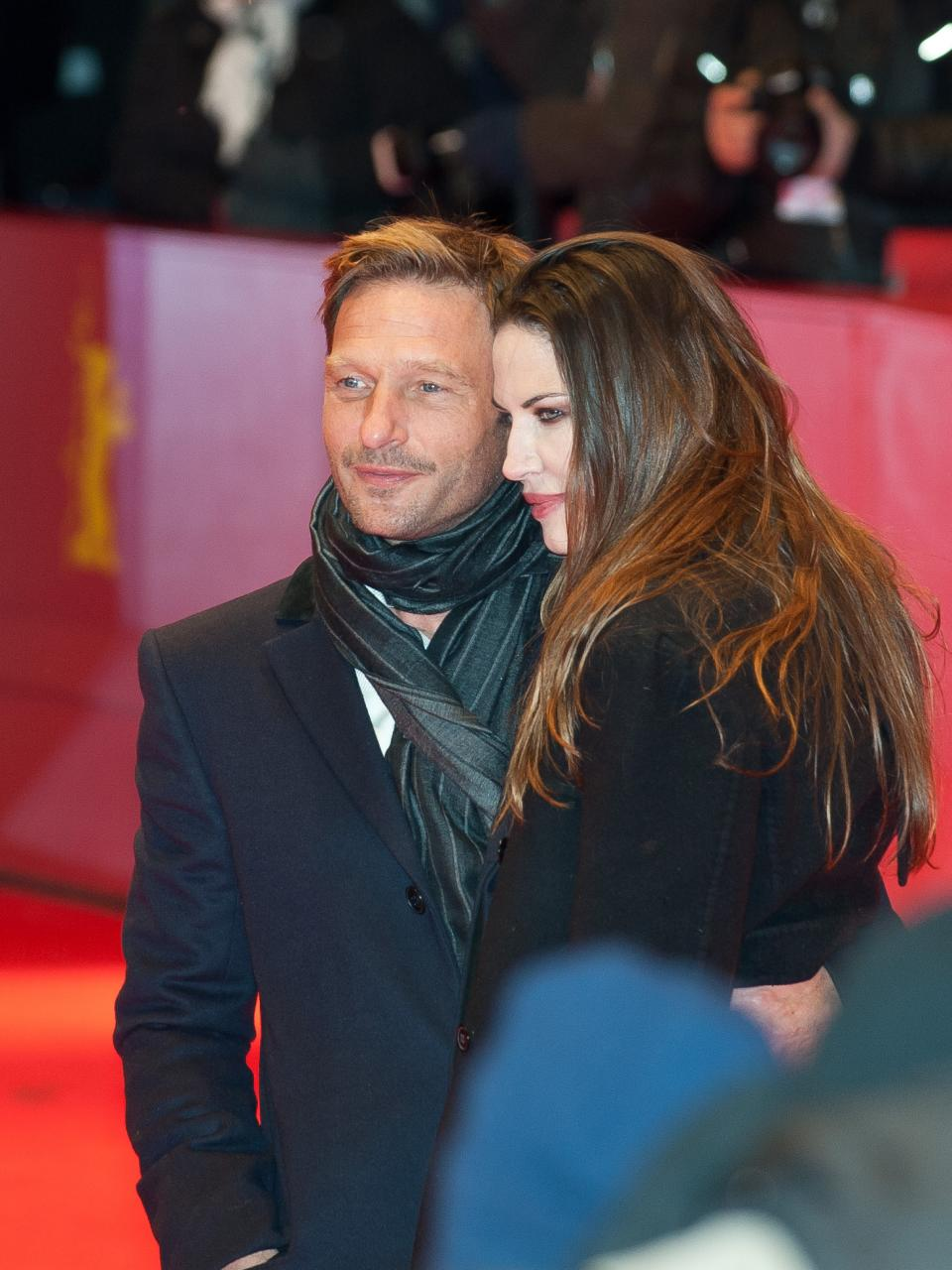
Thomas Kretschmann (Timothy Cain)
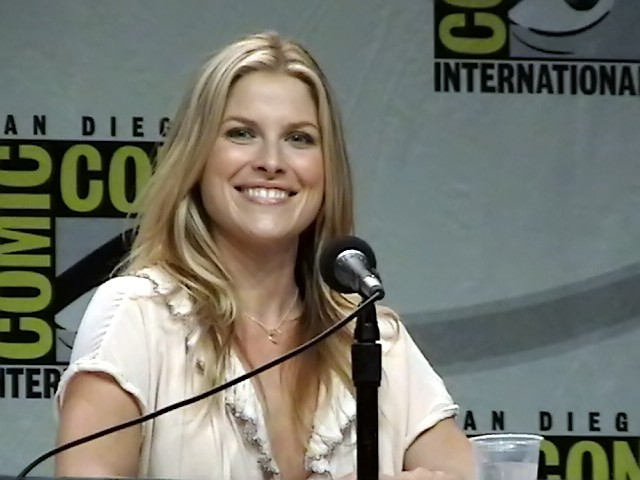
Ali Larter (Claire Redfield)
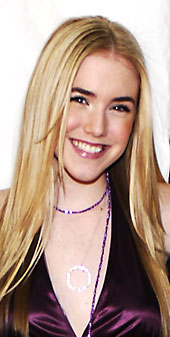
Spencer Locke (K-mart)
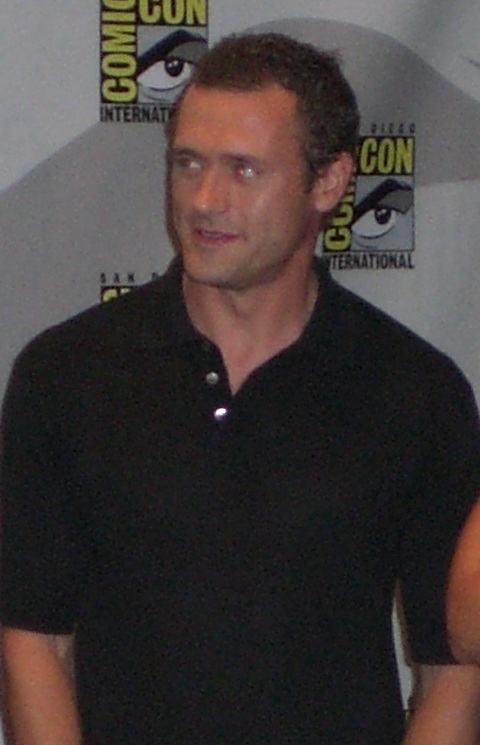
Jason O'Mara (Albert Wesker Resident Evil III)
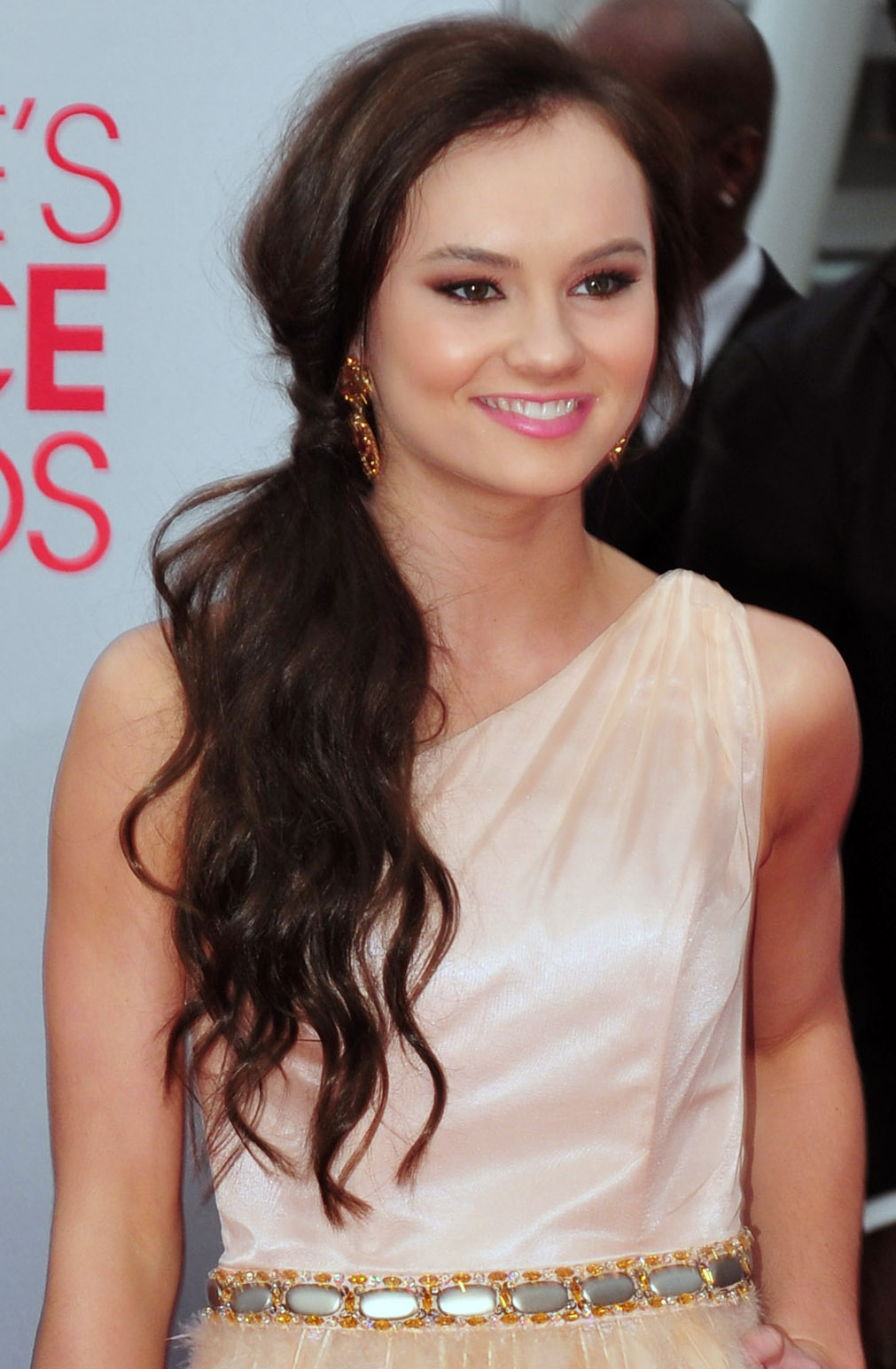
Madeline Carroll (La Reina Blanca)
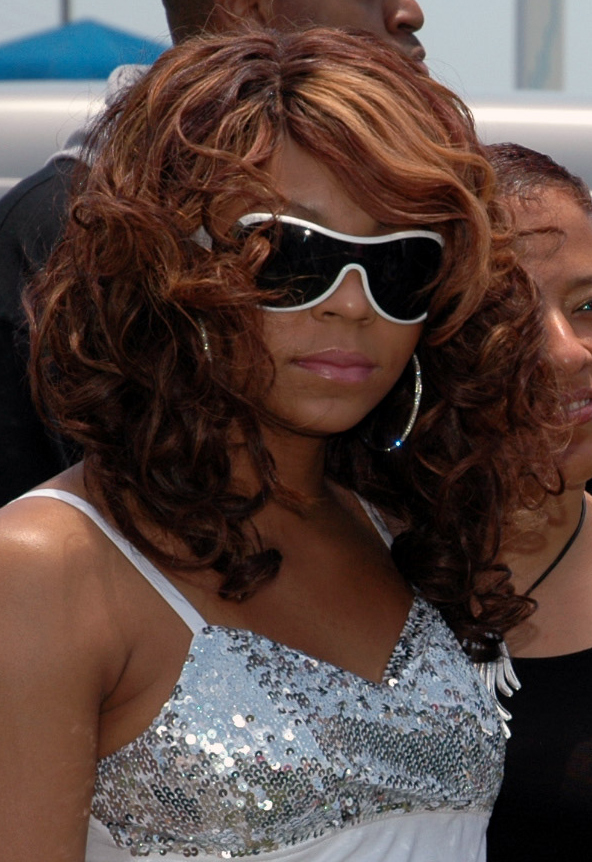
Ashanti (enfermera Betty)
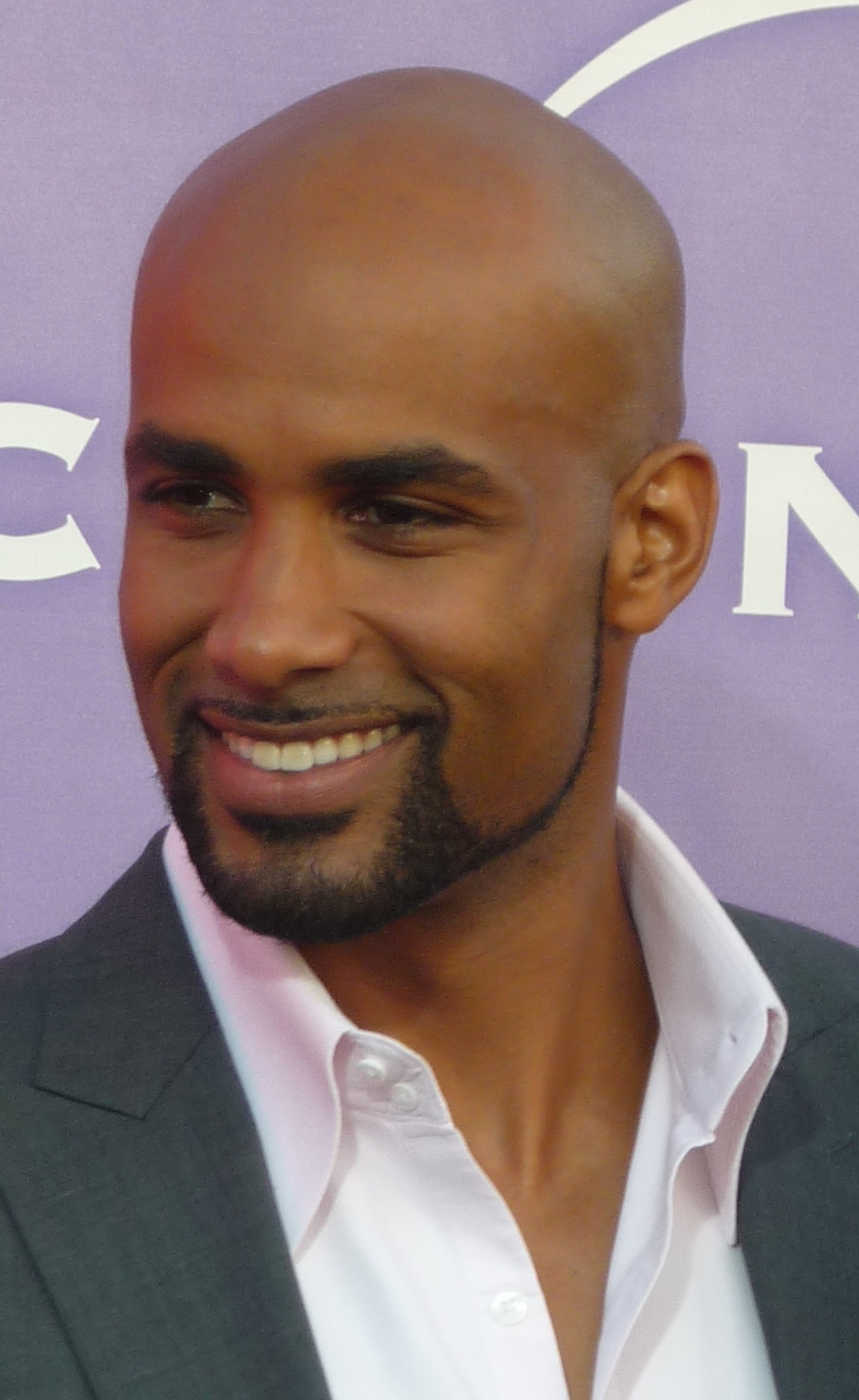
Boris Kodjoe (Luther West)
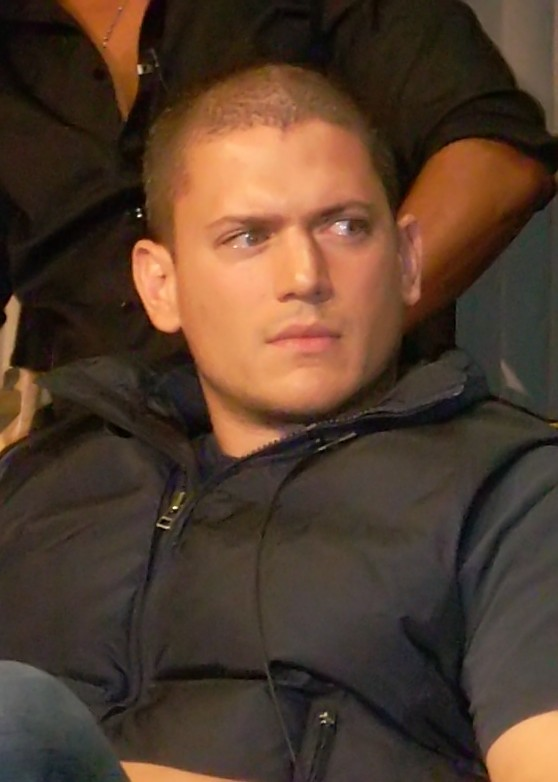
Wentworth Miller (Chris Redfield)
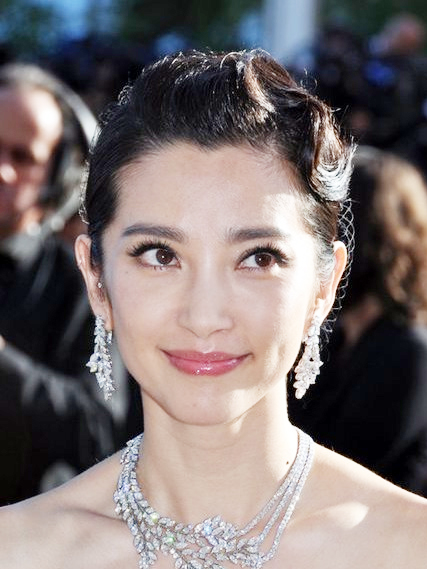
Li Bingbing (Ada Wong)

| Claire Redfield | Kaya Scodelario   | Kaya Scodelario   |
| Chris Redfield  | Robbie Amell      | Robbie Amell      |
| Jill Valentine  | Hannah John-Kamen | Hannah John-Kamen |
| Albert Wesker   | Tom Hopper        | Tom Hopper        |
| Leon S. Kennedy | Avan Jogia        | Avan Jogia        |
| Chief Irons     | Donal Logue       | Donal Logue       |
| William Birkin  | Neal McDonough    | Neal McDonough    |
| Ada Wong        | Lily Gao          | Lily Gao          |
| Richard Aiken   | Chad Rook         | Chad Rook         |
| Lisa Trevor     | Marina Mazepa     | Marina Mazepa     |
| Vickers         | Nathan Dales      | Nathan Dales      |
| Ben Bertolucci  | Josh Cruddas      | Josh Cruddas      |
| Truck Driver    | Pat Thornton      | Pat Thornton      |
| Sherry Birkin   | Holly de Barros   | Holly de Barros   |
| Annette Birkin  | Janet Porter      | Janet Porter      |
| Young Claire    | Lily Gail Reid    | Lily Gail Reid    |
| Young Chris     | Daxton Gujral     | Daxton Gujral     |

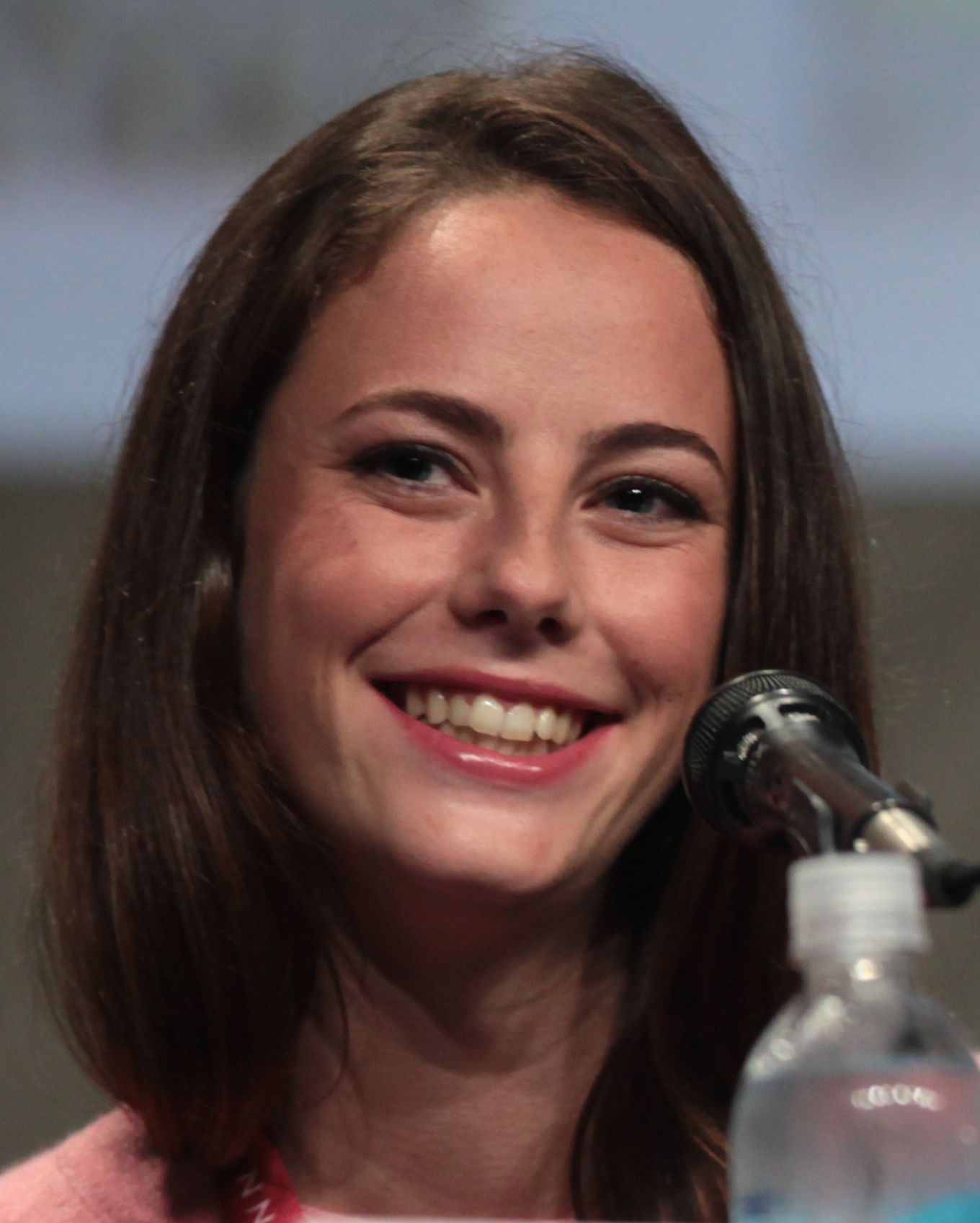
Kaya Scodelario (Claire Redfield)
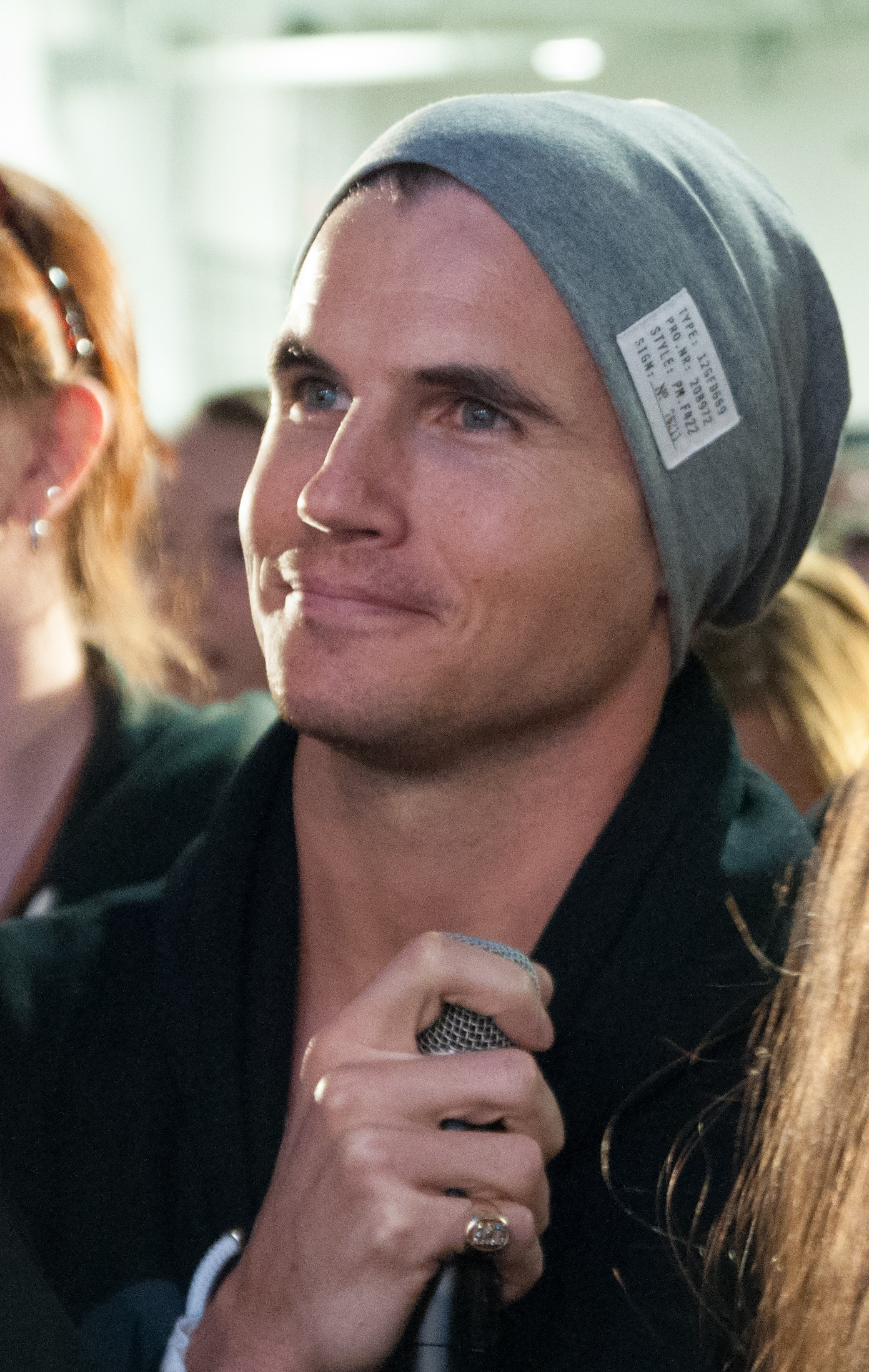
Robbie Amell (Chris Redfield)
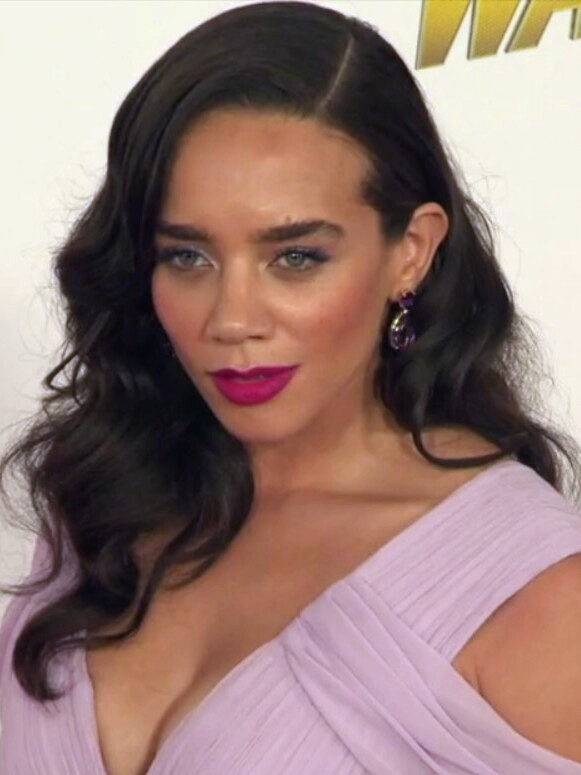
Hannah John-Kamen (Jill Valentine)
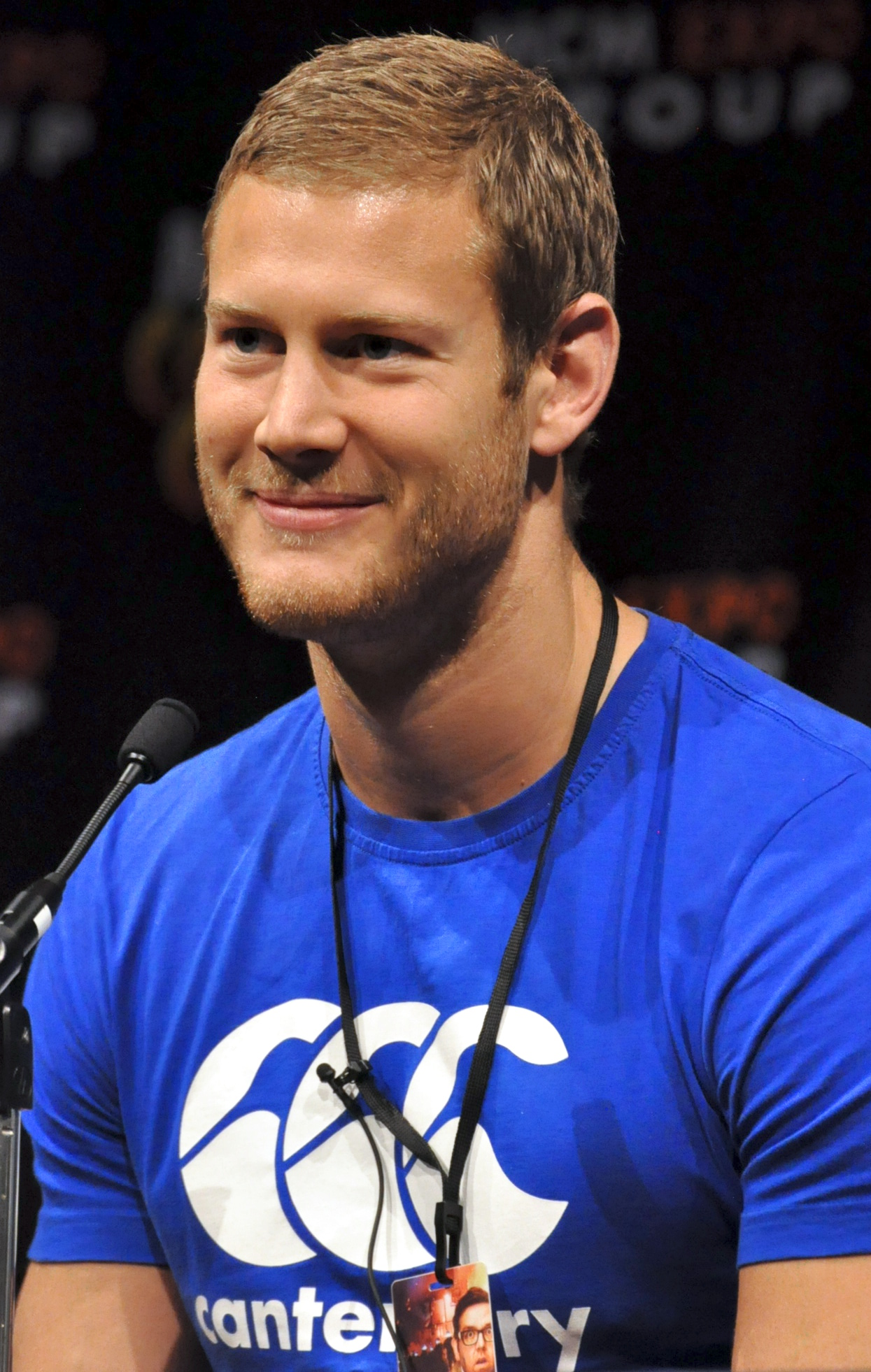
Tom Hopper (Albert Wesker)
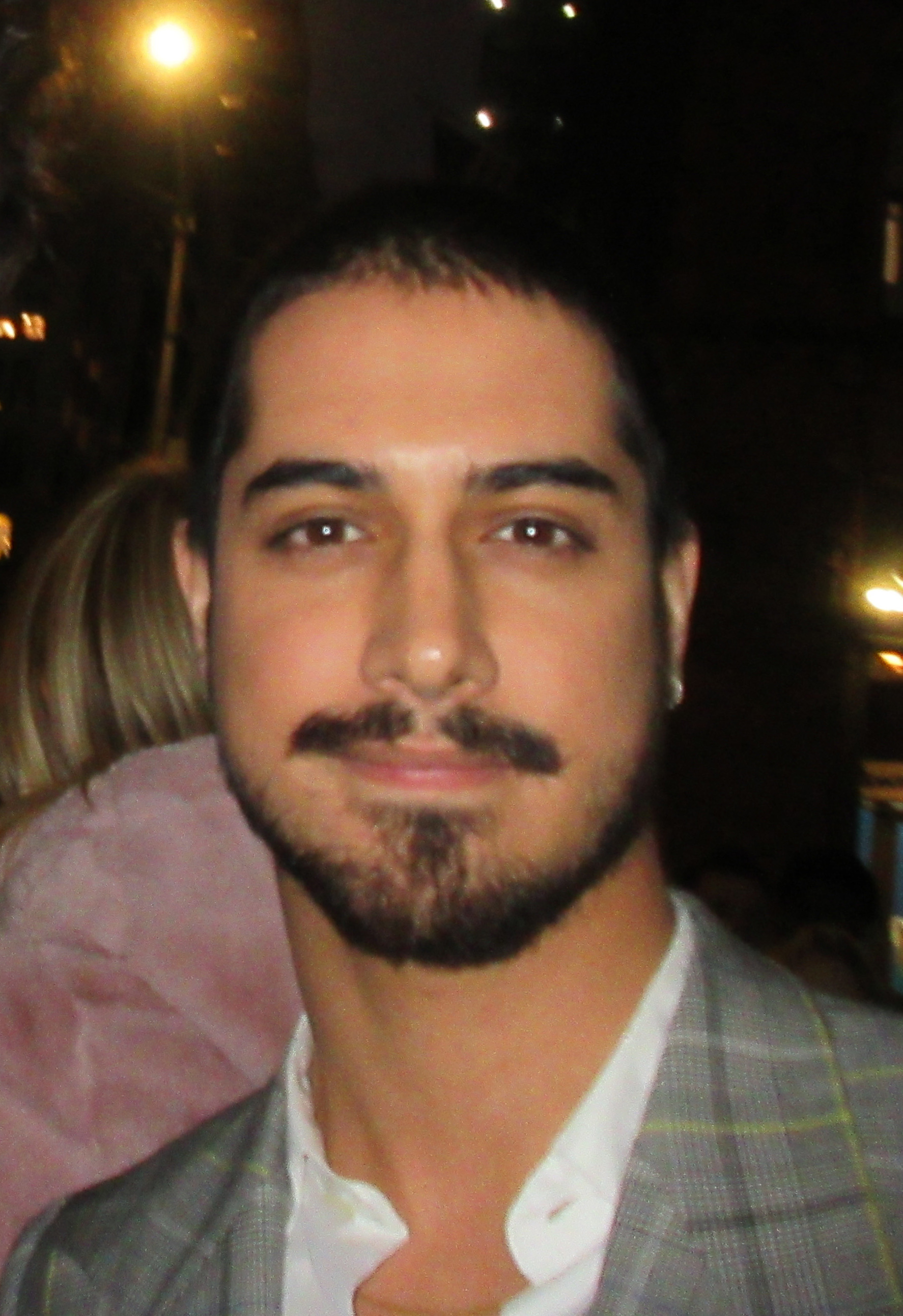
Avan Jogia (Leon S. Kennedy)
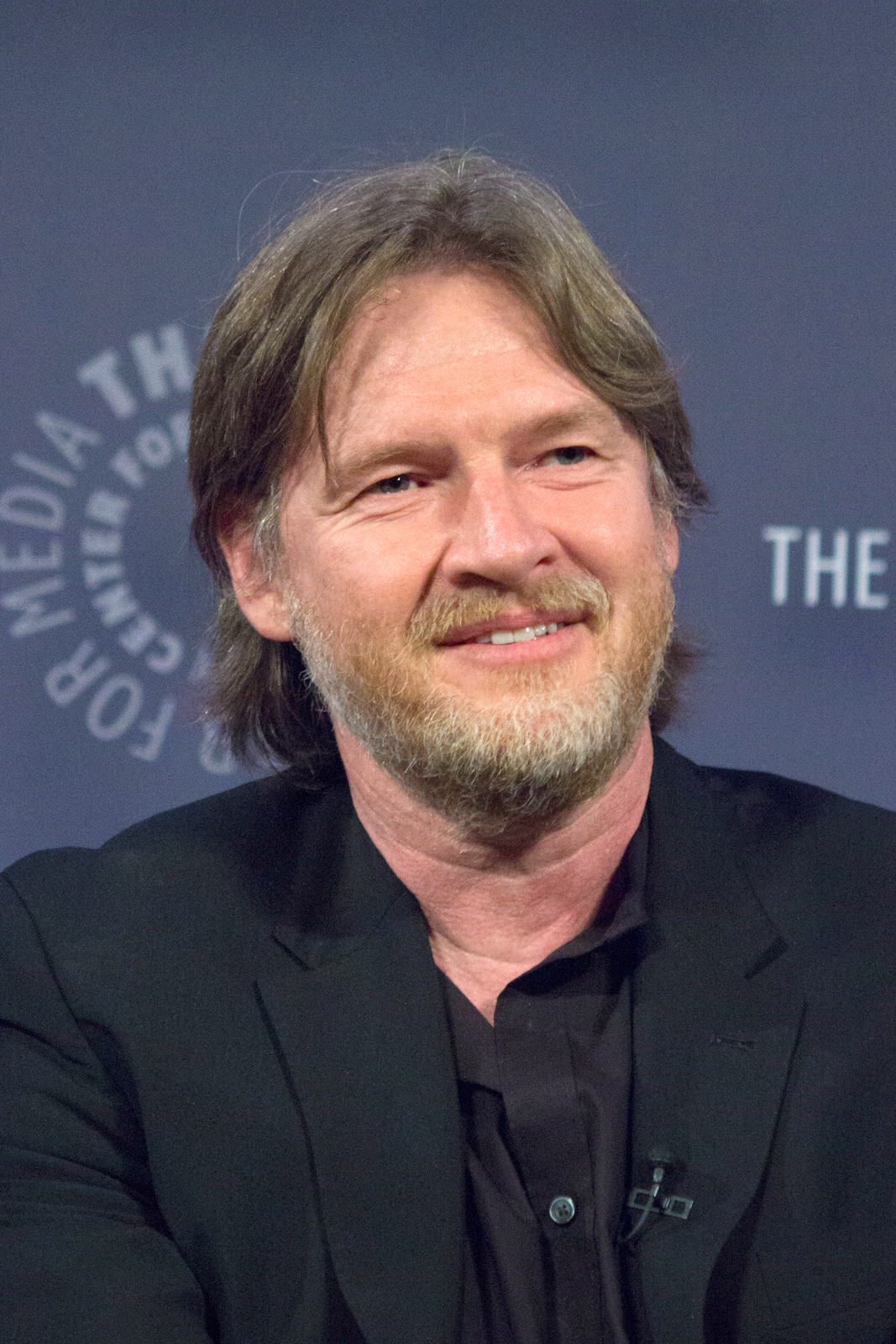
Donal Logue (Chief Irons)
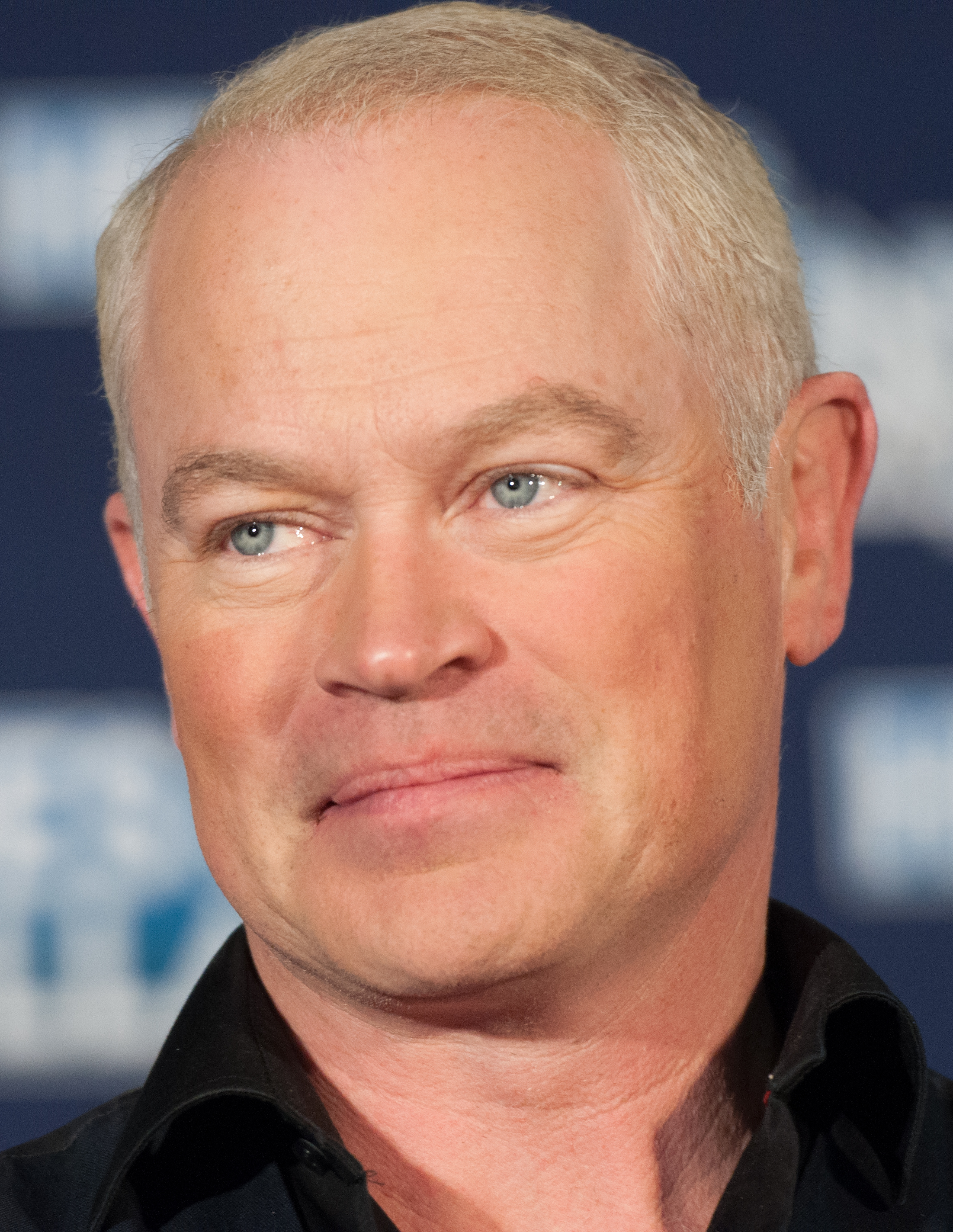
Neal McDonough (William Birkin)

## Recepción
| Película                               | Rotten Tomatoes   | Rotten Tomatoes      | Rotten Tomatoes     | Metacritic      | Metacritic      | CinemaScore | IMDb                | FilmAffinity       |
| Película                               | Crítica           | Críticos importantes | Audiencia           | Crítica         | Audiencia       | CinemaScore | IMDb                | FilmAffinity       |
| -------------------------------------- | ----------------- | -------------------- | ------------------- | --------------- | --------------- | ----------- | ------------------- | ------------------ |
| Resident Evil                          | 35% (131 reseñas) | 25% (32 reseñas)     | 67% (446 374 votos) | 33 (24 reseñas) | 7.2 (520 votos) | B           | 6.6 (273 462 votos) | 5.8 (34 787 votos) |
| Resident Evil: Apocalypse              | 19% (133 reseñas) | 14% (36 reseñas)     | 60% (407 815 votos) | 35 (26 reseñas) | 6.8 (412 votos) | B           | 6.1 (201 334 votos) | 5.2 (23 750 votos) |
| Resident Evil: Extinction              | 24% (100 reseñas) | 15% (27 reseñas)     | 58% (390 423 votos) | 41 (12 reseñas) | 7.0 (461 votos) | B-          | 6.2 (197 359 votos) | 5.1 (21 256 votos) |
| Resident Evil: Afterlife               | 21% (107 reseñas) | 29% (24 reseñas)     | 48% (128 194 votos) | 37 (14 reseñas) | 6.0 (515 votos) | B-          | 5.8 (172 989 votos) | 4.6 (15 512 votos) |
| Resident Evil: Retribution             | 28% (75 reseñas)  | 22% (18 reseñas)     | 51% (241 740 votos) | 39 (17 reseñas) | 5.6 (571 votos) | C+          | 5.3 (143 981 votos) | 4.0 (10 809 votos) |
| Resident Evil: The Final Chapter       | 37% (103 reseñas) | 38% (24 reseñas)     | 47% (59 214 votos)  | 49 (19 reseñas) | 5.7 (481 votos) | B           | 5.5 (95 342 votos)  | 4.5 (7 220 votos)  |
| Resident Evil: Welcome to Raccoon City | 30% (87 reseñas)  | 21% (14 reseñas)     | 45% (1 000 votos)   | 44 (21 reseñas) | 3.7 (389 votos) | B           | 5.2 (54 671 votos)  | 4.5 (3 874 votos)  |
| Promedio                               | 28%               | 23%                  | 54%                 | 38              | 6.0             | B-          | 5.8                 | 4.8                |

## Adaptación cinematográfica de Capcom
Las películas de gráficos por ordenador son hechas por Capcom. Para la primera, llamada Resident Evil Degeneration, los protagonistas fueron Leon S. Kennedy y Claire Redfield; para su secuela, Resident Evil: Damnation, Leon es nuevamente el principal protagonista; este se encuentra en medio de una guerra en un país de Europa. También, hay una película llamada Resident Evil: 4D Executer, protagonizada por algunos miembros del UBCS de Umbrella.
| Año  | Película                         | Desarrollador/Notas                                          |
| ---- | -------------------------------- | ------------------------------------------------------------ |
| 2000 | Resident Evil: 4D Executer       | Oohata Kouich, toma lugar en 1998.                           |
| 2008 | Resident Evil: Degeneration      | Capcom, toma lugar en 2005.                                  |
| 2013 | Resident Evil: Damnation         | Capcom, toma lugar en 2011.                                  |
| 2017 | Resident Evil: Vendetta          | Capcom, toma lugar tras los sucesos de Resident Evil 6.      |
| 2023 | Resident Evil: Isla de la muerte | Capcom, ambientada después de Vendetta y antes de Biohazard. |